# Wallern an der Trattnach
Wallern an der Trattnach je městys v rakouské spolkové zemi Horní Rakousy, v okrese Grieskirchen. Nachází se v Hausruckviertelu v nadmořské výšce 298 m. V roce 2021 měl 3110 obyvatel.

## Geografie
Sestává z 18 osad (v závorce počet obyvatel k 1.1.2022): Bergern (252), Breitwiesen (253), Edlgassen (63), Furth (16), Grub (145), Haag (17), Hilling (52), Holz (39), Holzhäuser (39), Hungerberg (17), Kitzing (38), Mauer (41), Müllerberg (3), Parzham (25), Uttenthal (32), Wallern an der Trattnach (2017), Weghof (37), Winkeln (24). Asi 10 procent městysu zaujímá les, 14 procent stavby a 76 procent tvoří obdělávaná zemědělská půda.

## Historie
První písemná zmínka o Wallernu pochází z roku 815, kdy kněz Engilger kostel v místě Adwaldi na řece Dratihaha daroval pasovskému biskupovi Hattovi.

## Památky

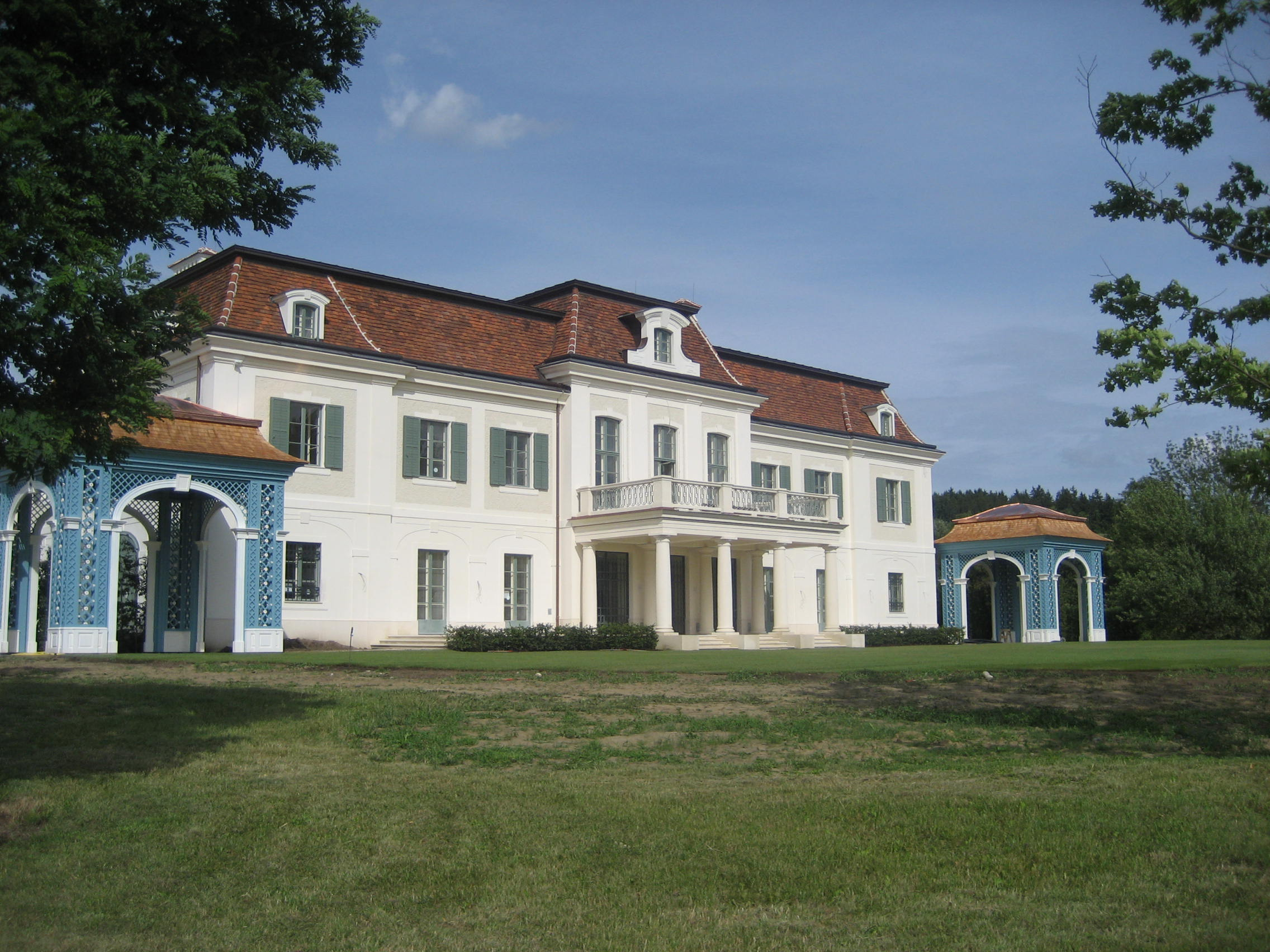
Zámeček Lindhof

- římskokatolický farní kostel sv. Floriána, poprvé zmíněn k roku 815, gotická stavba svěcena r. 1411, kostel vícekrát upravován, v roce 1982 zcela přestavěn, dochovala se jen gotická věž
- římskokatolický kostel Nejsvětější Trojice z konce 19. století
- evangelický kostel, novogotická stavba
- zámeček Lindhof a jeho dvůr, postaven po roce 2000, příklad neohistorismu, prohlídkový objekt
- Müllibrindl, studánka s léčivou (domněle zázračnou) vodou
- regionální muzeum

## Politika

### Starostové
- do roku 2008 Friedrich Schlager (ÖVP)
- 2008–2021 Franz Kieslinger (ÖVP)
- od 2021  Dominik Richsteiger (ÖVP)

## Partnerská města
- Volary, Česko
- Pressig, Německo
- Wallern im Burgenland, Rakousko